# Mouthiers-sur-Boëme
Mouthiers-sur-Boëme è un comune francese di 2 517 abitanti situato nel dipartimento della Charente, nella regione della Nuova Aquitania.

## Società

### Evoluzione demografica
Abitanti censiti